# USS Hammerhead (SSN-663)
USS Hammerhead (SSN-663) – amerykański myśliwski okręt podwodny z napędem atomowym typu Sturgeon. Wyposażony był w pociski przeciwokrętowe Harpoon oraz rakietowe pociski przeciwpodwodne SUBROC z głowicą jądrową W55 o mocy 5 kT, a także w 23 torpedy Mk. 48 ADCAP i minotorpedy Mk. 60 Captor. "Hammerhead" zwodowano 14 kwietnia 1967 roku w stoczni Newport News. Okręt został przyjęty do służby operacyjnej w marynarce wojennej Stanów Zjednoczonych 28 czerwca 1968 roku, którą pełnił do 5 kwietnia 1995 roku.